# 에디슨 러셀
에디슨 웨인 러셀(영어: Addison Wayne Russell, 1994년 1월 23일 ~ )은 미국의 야구 선수이자, 현 멕시칸 리그 아세레로스 데 몬클로바의 내야수이다. 2012년 메이저 리그 신인 드래프트에서 1라운드 11순위로 오클랜드 애슬레틱스에 입단했다. 2014년에 시카고 컵스로 트레이드됐다. 2015년에 처음 메이저 리그에 나와 2016년에는 내셔럴 리그 소속 올스타전에 출전했고 월드 시리즈에서 우승했다.

## 아마추어 시절
그가 속한 야구 팀은 플로리다 고등학교 체육 연합 5A등급 야구리그에서 2010년에 우승, 2012년에는 준우승했다. 2010년 언더아머 올-아메리카 야구 대회에도 참여했다. 베이스볼 아메리카 고등학교 야구 선수 평가에 18등을, 퍼펙트 게임 고등학교 야구 선수 평가에 24등을 기록했다. 마지막 고등학교 야구 시즌에 타율 0.368, 출루율 0.532를 기록했다.
2011년 11월 대학 야구에 출전하기 위해 오번 대학교 타이거 야구팀과 NLI 계약을 했다.

## 미국 프로야구 시절

### 오클랜드 애슬레틱스시절
2012년 메이저리그 베이스볼 드래프트에서 1라운드 11순위로 지명됐고, 계약금 262만 5000달러에 계약했다. 이 드래프트는 2001년 제레미 본더맨 이후 처음으로 1라운드에서 A등급주 1 고등학교 선수가 뽑힌 케이스이다.
루키 리그 애리조나 리그 에스레틱스에서 타율 0.415, 6홈런, 29득점을 기록했다. 이후 버몬트 레이크 몬스터즈로 승격됐고 타율 0.340, 1홈런을 기록했다. 그는 미드웨스트 리그 소속 버링톤 비즈에서 시즌을 마무리했으며 16경기에서 타율 0.310을 기록했다. 2012년에 그는 Oakland MILB.com 협회 올스타와 and an AZL 포스트시즌 올스타에 선정됐다.
2013년에는 시즌 전 베이스볼 아메리카에서 애리조나 리그 팀의 선수들 중 가장 전망이 좋은 선수로 평가됐으며 애리조나 리그에서도 가장 전망이 좋은 선수로 평가됐다. In 2013, Oakland MILB.com 협회에 두 번째 올스타로 선정됐으며 CAL 올해의 신인 선수, CAL 포스트시즌 올스타에 선정됐다.

### 시카고 컵스시절
2014년 7월 4일 팀 동료인 투수 댄 스트레일리, 외야수 빌리 맥키니와 제임스 하멜, 제프 서마저를 상대로 트레이드됐다. 팀은 그를 애리조나 가을 리그로 보냈다.

#### 2015년
베이스볼 아메리카는 시즌 전 그의 전망도를 3등으로 평가했다. 4월 21일 처음으로 MLB 25인 로스터에 들어갔고, 피츠버그 파이리츠와의 경기에서 2루수로 출전했다. 5월 1일 밀워키 브루어스 소속 윌리 페랄타를 상대로 MLB 첫 홈런을 기록했다. 8월 초에 스탈린 카스트로를 대신해 유격수로 이동했다.
포스트 시즌에서 3안타, 1타점을 기록했다. 내셔널 리그 디비전 시리즈에서 3루타를 기록했으나 3루에 슬라이딩하는 과정에서 부상을 당해 4차전에 나오지 못했다. 팀은 내셔널 리그 챔피언십 시리즈로 올라갔으나 그는 햄스트링 부상으로 출전하지 못했으며
시즌 후 제이슨 헤이워드가 입단해 그의 등번호인 22번을 그에게 주고, 에디 조지의 등번호인 27번을 받았다.

#### 2016년

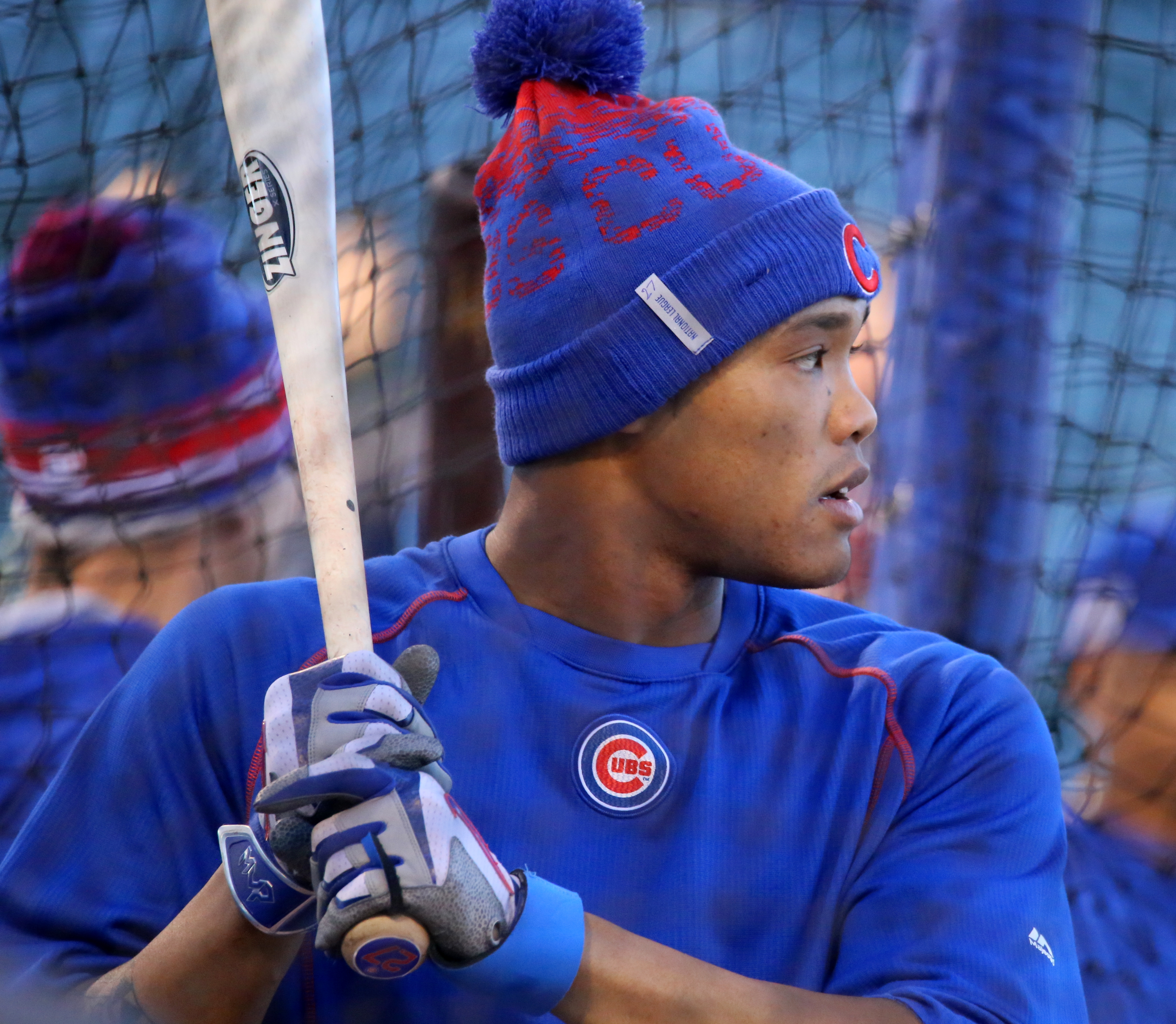
2016년 10월 22일 배팅 연습 중

기존 유격수였던 스탈린 카스트로를 밀어내고 주전 유격수로 활약했다. 올스타전에도 출전했고, 9월 12일 20홈런-90타점을 기록했는데, 이는 미국 야구 명예의 전당 헌액자 어니 뱅크스 이후 팀 소속으로 두 번째이다. 내셔널 리그 챔피언십 시리즈 4차전과 5차전에서 2점 홈런을 기록하며 팀이 71년 만에 월드 시리즈에 진출하는데 기여했다.
10월 25일 팀 동료 덱스터 파울러, 제이슨 헤이워드, 칼 에디워드 주니어와 함께 팀 소속 선수 중 월드 시리즈에 진출한 첫 아프리카계 미국인이 됐다.주 2 월드 시리즈 6차전에서 만루 홈런을 쳐 내며 팀을 승리로 이끌었으며 6타점을 기록해 우승했다. 월드 시리즈 만루 홈런은 MLB 역사상 19번째 기록이다.

#### 2019년
2018년에 받은 출장 금지 처분 기간이 끝나자 팀은 그를 트리플 A 소속 로와 컵스로 강등시켰다. 5월 8일에 다시 복귀하였다. 복귀하자마자 수비 포지션을 유격수에서 2루수로 옮겼다. 마이애미 말린스와의 첫 경기에서 3타수 무안타, 1볼넷을 기록했다. 5월 15일 신시내티 레즈와의 경기에서 시즌 첫 홈런을 기록했다. 팀은 7월 24일 포수 윌손 콘트레라스를 올리고 그를 트리플 A로 강등했다. 이후 12월 2일에 자유 계약 선수로 풀렸다.

## 한국 프로야구 시절

### 키움 히어로즈시절
2020년 5월 30일에 성적 부진으로 방출된 테일러 모터를 대체할 외국인 야수로 영입되었다. 7월 8일에 입국했다. 7월 25일 두산과의 2군 경기에서 유격수로 출전해 3타수 3안타, 3득점을 했다. 7월 28일 두산전에서 KBO 리그 데뷔 첫 경기를 치렀고, KBO 데뷔 첫 안타를 기록했다. 7월 31일 삼성전에서 KBO 첫 홈런을 기록했다. 첫 주에 타율 0.400(20타수 8안타, 1홈런), 6타점, 5득점, 득점권 타율 0.625를 기록했다. 팀은 이 기간 동안 전 경기에서 승리했다. 하지만 시즌이 진행될수록 타율이 점점 하락하고, 수비 실책이 늘어나 재계약에 실패했다.

## 멕시코 프로야구 시절
2021년에 아세레로스 데 몬클로바에 입단하였다.

## 한국 프로야구 복귀

### 키움 히어로즈복귀
2023년에 야시엘 푸이그를 대체할 외국인 야수로 재영입되었다. 2023년 7월에 손목 부상으로 방출됐다.

## 플레이 스타일
- 2016년에 21홈런을 기록하는 등 장타력이 있으며, 유격수 수비도 준수한 편이다.[21] 2015년에는 유격수로 출전한 52경기동안 단 2실책만 기록했다.[19][41]

## 트리비아
- 생후 3개월에 호흡기 세포 융합 바이러스에 의해 죽을 고비를 넘겼다. 13살에 양아버지에게 입양됐고 현재 이름으로 개명했다.[42]
- 고등학교 때 미식 축구를 했으며 포지션은 러닝백이었다.[6]
- 키움 히어로즈 입단 당시 등번호 5번을 원했으나 정현민이 이미 사용하고 있어 05번을 달고 훈련에 참가했다. 하지만 한국야구위원회에서 사용할 수 없다고 해 50번으로 변경했다.[43]

## 논란
- 2018년에 가정 폭력 혐의로 40경기 출장 금지 처분을 받았다.[44]

## 같이 보기
- 아프리카계 미국인
- 2016년 월드 시리즈
- 키움 히어로즈의 역대 외국인 선수 목록

## 통산 기록
| 연도          | 팀명          | 타율  | 경기 | 타수 | 득점 | 안타 | 2루타 | 3루타 | 홈런 | 루타 | 타점 | 도루 | 도실 | 볼넷 | 사구 | 삼진 | 병살 | 실책 |
| ------------- | ------------- | ----- | ---- | ---- | ---- | ---- | ----- | ----- | ---- | ---- | ---- | ---- | ---- | ---- | ---- | ---- | ---- | ---- |
| 2015          | CHC           | 0.242 | 142  | 475  | 60   | 115  | 29    | 1     | 13   | 185  | 54   | 4    | 3    | 42   | 3    | 149  | 8    | 3    |
| 2016          | CHC           | 0.238 | 151  | 525  | 67   | 125  | 25    | 3     | 21   | 219  | 95   | 5    | 1    | 55   | 12   | 135  | 11   | 5    |
| 2017          | CHC           | 0.239 | 110  | 352  | 52   | 84   | 21    | 3     | 12   | 147  | 43   | 2    | 1    | 29   | 4    | 91   | 5    | 3    |
| 2018          | CHC           | 0.250 | 130  | 420  | 52   | 105  | 21    | 1     | 5    | 143  | 38   | 4    | 0    | 40   | 2    | 99   | 7    | 5    |
| 2019          | CHC           | 0.237 | 82   | 215  | 25   | 51   | 4     | 1     | 9    | 84   | 23   | 2    | 0    | 20   | 3    | 58   | 7    | 0    |
| 2020          | 키움          | 0.254 | 65   | 244  | 22   | 62   | 14    | 0     | 2    | 82   | 31   | 2    | 0    | 22   | 2    | 37   | 6    | 12   |
| MLB 통산: 5년 | MLB 통산: 5년 | 0.242 | 615  | 1987 | 256  | 480  | 100   | 9     | 60   | 778  | 253  | 17   | 6    | 186  | 24   | 532  | 38   | 16   |
| KBO 통산: 1년 | KBO 통산: 1년 | 0.254 | 65   | 244  | 22   | 62   | 14    | 0     | 2    | 82   | 31   | 2    | 0    | 22   | 2    | 37   | 6    | 12   |

## 주해
1.^  ESB에서 드래프트 전 2년간의 성적을 종합 평가해 상위 20% 선수는 A등급을, 그 다음 20%의 선수들에게는 B등급을 부여한다.
2.^  재키 로빈슨의 루키 시즌은 1947년이었고 2016년 이전 시카고 컵스의 월드 시리즈 경기는 1945년이었다. 시카고 컵스 소속 최초의 아프리카계 미국인은 어니 뱅크스로 1953년에 처음으로 등록됐다.